# Mikael Niemi

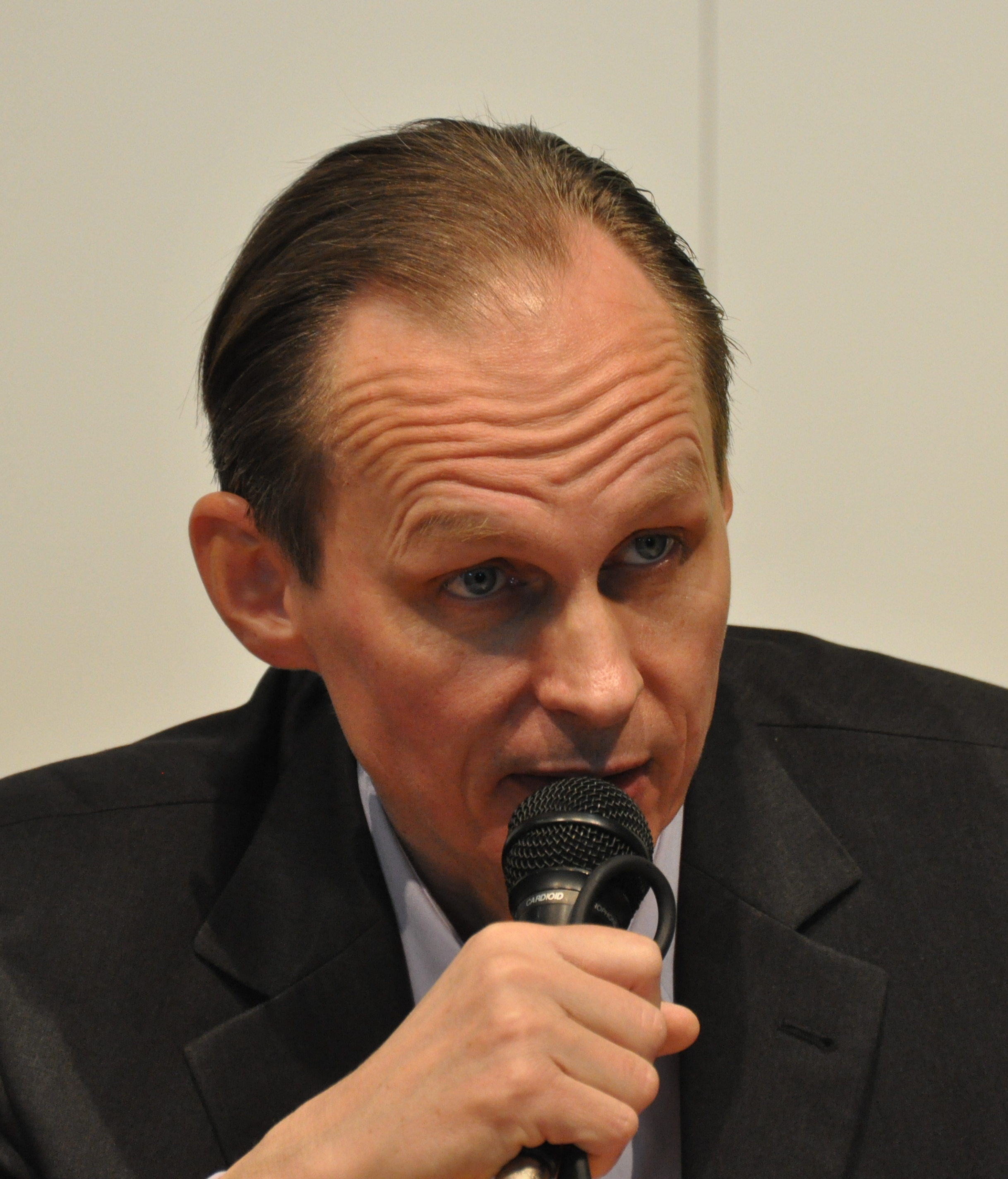
Mikael Niemi (2011)

Mikael Niemi (* 13. August 1959 in Tärnaby) ist ein schwedischer Schriftsteller. Er ist Autor zweier Gedichtsammlungen, einer Reihe von Kinder- und Jugendbüchern sowie einiger Romane.

## Leben
Niemis Vater war Polizist, seine Mutter Lehrerin und Logopädin. Er träumte früh davon, Schriftsteller zu werden, und begann im Alter von 15 Jahren, Gedichte und Kurzgeschichten zu schreiben. Nach dem Schulabschluss absolvierte er jedoch zunächst eine vierjährige Ausbildung zum Elektrotechniker.

## Werk
Niemi debütierte mit der Gedichtsammlung Näsblod under högmässan (auf Deutsch Nasenbluten beim Gottesdienst). Seitdem hat er Lyrik, Prosa, Dramen und Hörspiele verfasst.
Mit seinem ersten Roman, der im Jahr 2000 auf Schwedisch erschien, gelang Niemi sein großer Durchbruch: Populärmusik aus Vittula spielt im schwedischen Pajala, der Heimat des Autors. Viel Inspiration schöpft Niemi hier aus den eigenen Erfahrungen mit der Zweisprachigkeit (Schwedisch-Finnisch) im Nordosten Schwedens. Der Roman stand monatelang auf Platz 1 der Bestsellerliste, verkaufte sich über eine Million Mal und wurde in 24 Sprachen übersetzt. Populärmusik aus Vittula wurde 2004 mit Göran Forsmark, Gustav Wiklund und Kati Outinen verfilmt.
2004 erschien sein Kurzgeschichtenband Das Loch in der Schwarte, die deutsche Übersetzung folgte 2006.
Sein 2006 auf Schwedisch erschienener Roman Mannen som dog som en lax (deutsch 2008 „Der Mann, der starb wie ein Lachs“) spielt ebenfalls in Pajala (und Stockholm). Im Gegensatz zu seiner bisherigen Prosa handelt es sich bei diesem Buch um einen Kriminalroman. Als Basis des Plots dient jedoch auch hier Niemis bevorzugtes Thema der Bilingualität im Nordosten Schwedens und die damit einhergehenden Konflikte.
2010 veröffentlichte Niemi den Roman Erschieß die Apfelsine, der 2011 in deutscher Sprache erschien. Der Roman handelt von den Problemen eines verschlossenen 16-jährigen Schülers, der sich durch sein provokatives Benehmen Feinde in der Schule macht, aber auch Freunde kennenlernt.

### Romane (Auswahl)
- Populärmusik aus Vittula. btb Verlag, München 2002, ISBN 978-3-442-75071-9
- Das Loch in der Schwarte. btb Verlag, München 2006, ISBN 978-3-442-75154-9
- Der Mann, der starb wie ein Lachs. btb Verlag, München 2009, ISBN 978-3-442-74017-8
- Erschieß die Apfelsine. btb Verlag, München 2013, ISBN 978-3-442-74497-8
- Die Flutwelle. btb Verlag, München 2014, ISBN 978-3-442-75401-4
- Wie man einen Bären kocht. btb Verlag, München 2020, ISBN 978-3-442-75800-5

## Auszeichnungen (Auswahl)
- 1998: Norrlands Literaturpreis (damals: „Rörlingstipendium“)
- 2000: August-Preis für Populärmusik från Vittula
- 2000: BMF-Plakette  für Populärmusik från Vittula
- 2000: Tidningen Vi:s litteraturpris
- 2024: Aniara-Preis für Sten i siden